# Solaris (Riga)
Pour les articles homonymes, voir Solaris.
Solaris est un ensemble résidentiel situé dans le quartier d’Imanta à Riga en Lettonie,,.
. 

## Présentation
Solaris est un complexe résidentiel de grande hauteur comprenant deux immeubles résidentiels de 25 étages. 
La hauteur totale des bâtiments est de 77,92 mètres et ils ont été construits entre juin 2004 et mai 2006. 
Les bâtiments comptent au total 360 appartements d'une à six pièces et d'une surface de 46,6 à 136 m². 
Les deux bâtiments sont situés dans un terrain paysager et clôturé de 3,2 hectares, un parking souterrain est disponible.

## Caractéristiques techniques
Les murs porteurs sont constitués d'une structure monolithique en béton armé, d'un remplissage de mur porteur en béton cellulaire et d'une couverture monolithique en béton armé.
Les bâtiments sont raccordés au chauffage urbain, à l'approvisionnement en eau et à l'assainissement.

## Galerie

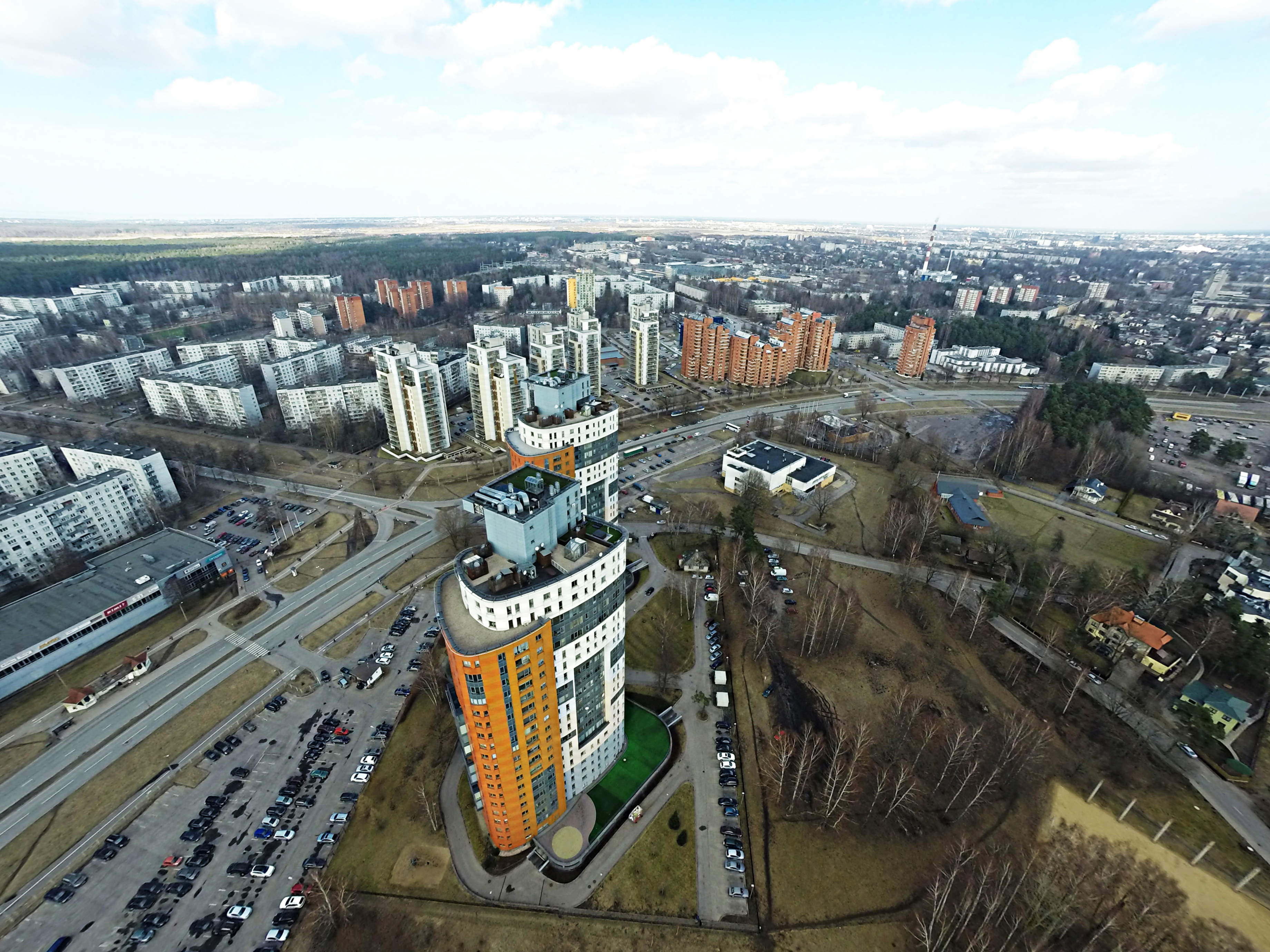
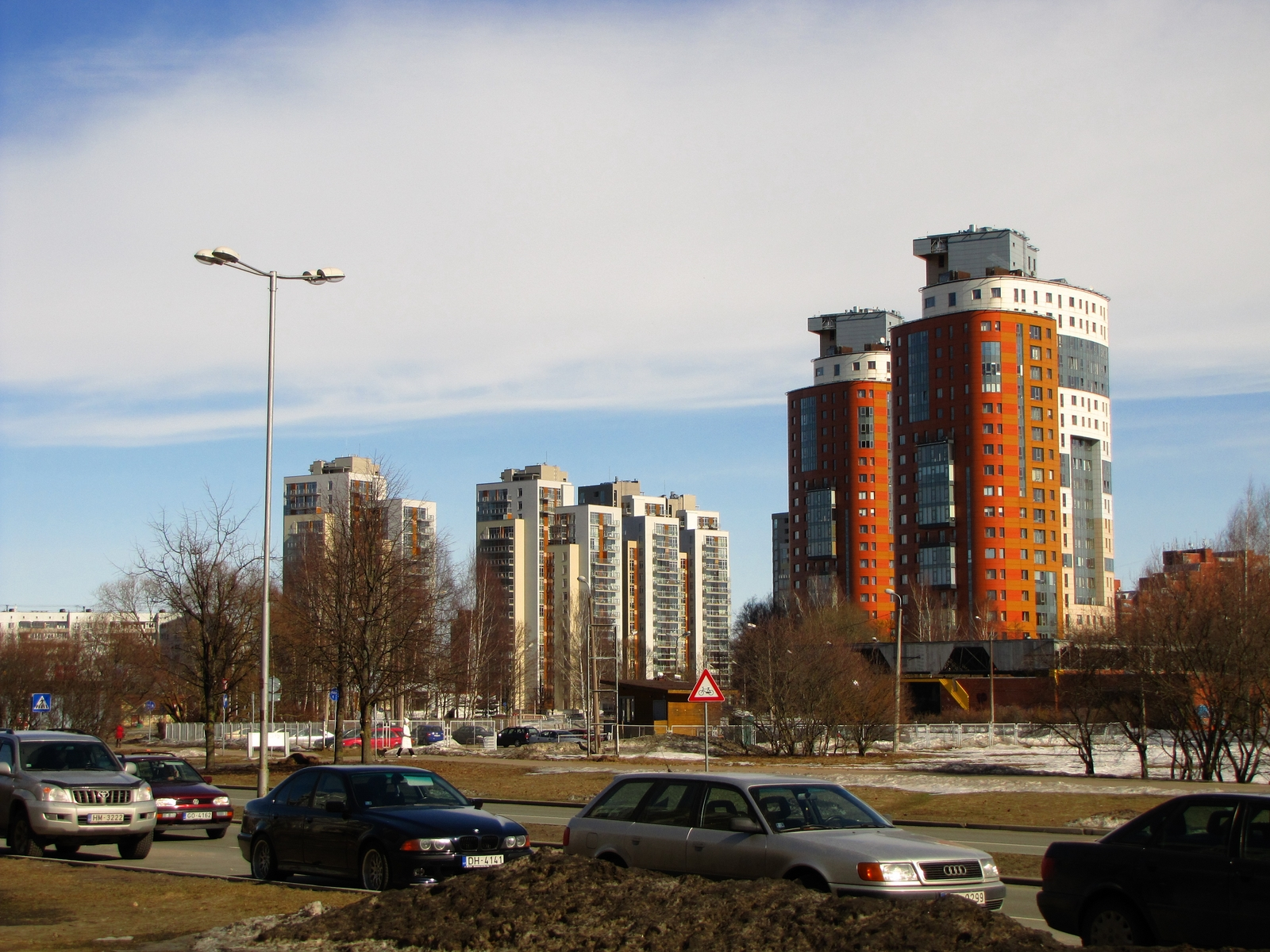
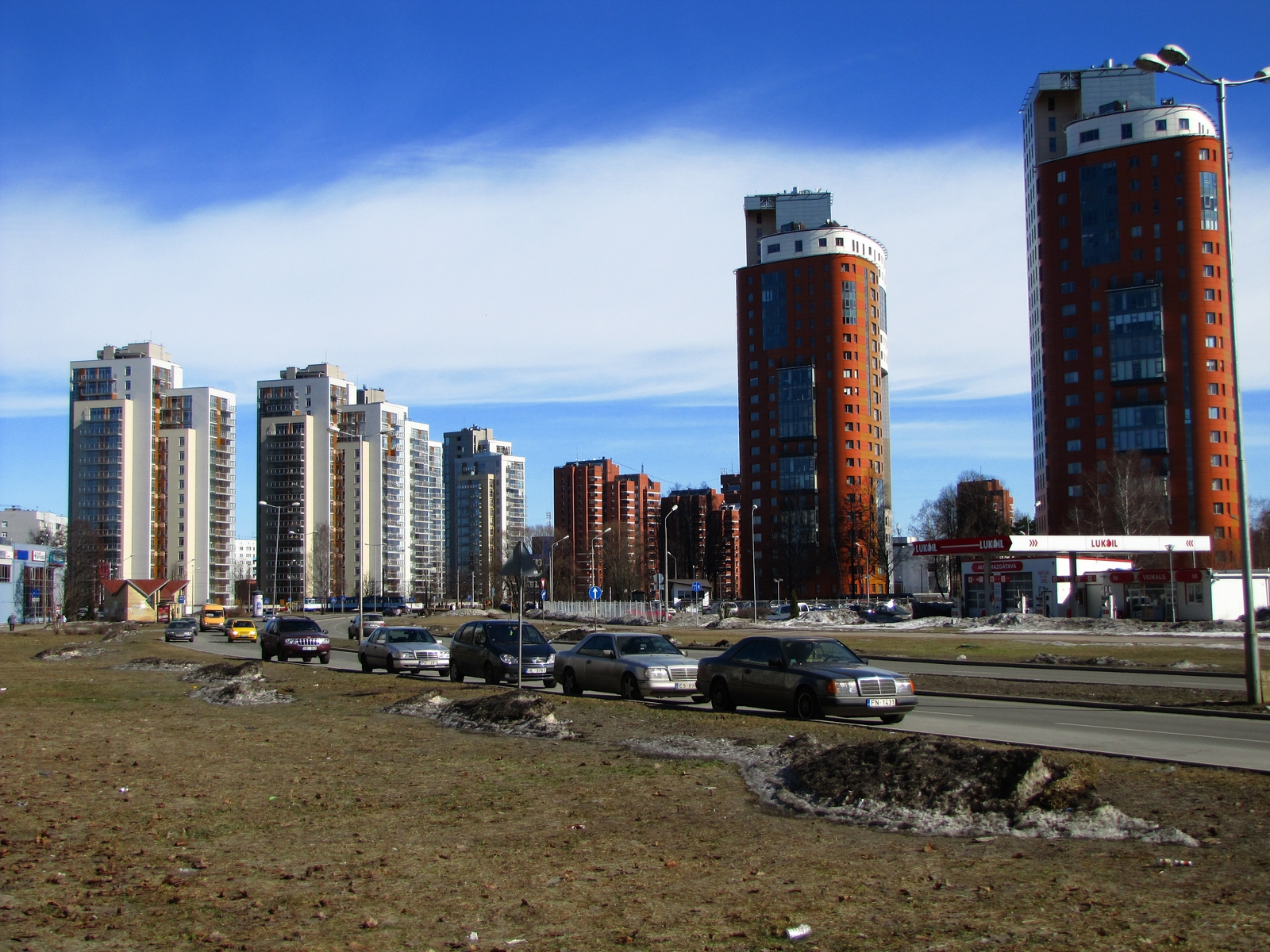